# 28765 Katherinewu
28765 Katherinewu è un asteroide della fascia principale. Scoperto nel 2000, presenta un'orbita caratterizzata da un semiasse maggiore pari a 2,2550998 UA e da un'eccentricità di 0,1189929, inclinata di 1,65063° rispetto all'eclittica.